# سارا واتکینس
سارا واتکینس (انگلیسی: Sara Watkins؛ زادهٔ ۸ ژوئن ۱۹۸۱) یک موسیقی‌دان اهل ایالات متحده آمریکا است. وی از سال ۱۹۸۹ میلادی تاکنون مشغول فعالیت بوده‌است.